# Bill Rancic

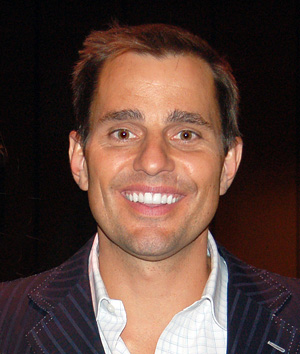
Bill Rancic (2010)

William „Bill“ Rancic (* 16. Mai 1971 in Chicago, Illinois, USA) ist ein US-amerikanischer Unternehmer und der erste Gewinner der Fernsehshow The Apprentice, zu Deutsch Der Auszubildende.

## Leben
Bill Rancic wuchs im Chicagoer Vorort Orland Park auf und ist kroatisch-irischer Abstammung.
Er besuchte die Bradley Universität in Peoria, Illinois und studierte zunächst Rechtswissenschaften.
Später gründete er eine eigene Firma, die Cigars around the world und stieg erfolgreich in den Zigarrenhandel ein.

## The Apprentice
Im Sommer 2004 erreichte Rancic das Finale der ersten Staffel von The Apprentice und konnte sich dort letztendlich gegen Kwame Jackson durchsetzen. Damit war er der erste Kandidat, der live im TV ein Vorstellungsgespräch erfolgreich bestand und einen Einjahresvertrag in der Trump-Organisation bekam. Rancic konnte zwischen zwei Projekten wählen, die er nun leiten sollte. Er entschied sich für die Bauleitung des Trump Towers in Chicago.
Nebenher trat Rancic als Juror in vier Staffeln von The Apprentice auf und schrieb drei Sachbücher.